# Szilágyi Gyula (szakszervezeti vezető)
Szilágyi Gyula (Kolozsvár, 1887. április 15. – Budapest, 1960. január 17.) szakszervezeti vezető, tanár.

## Életpályája
1905-ben, Kolozsváron tanítói diplomát szerzett. Erdélyi református iskolákban tanított. 1910-től Désen oktatott. 1918 végétől a Néptanítók Lapjának belső munkatársa a Tanácsköztársaság bukásáig (1919). A 11-es bizottság tagja, majd 1920-tól titkára volt. Az 1920-as évek közepén részt vett az MSZMP munkáiban, ezért letartóztatták, majd rendőri felügyelet alatt tartották. 1945 után lakóhelyén – Budapest XX. kerülete – oktatási tevékenységet végzett. 

### Munkássága
Az Új Korszakban jelentek meg első cikkei. A tanító-szakszervezet hiányában a vasmunkások szakszervezete útján lépett be a Szociáldemokrata Pártba. Egyik alapítója volt a Magyarországi Tanítók Szakszervezetének, dolgozott az iskolareformon. Bekapcsolódott a Vörös Segély munkájába. Munkatársa volt a Szocialista tanítómozgalom Magyarországon (Budapest, 1958) című műnek.

## Családja
Szülei Szilágyi Márton és Szabó Róza voltak. 1912-ben, Désen házasságot kötött Imre Emíliával.